# Olga de Württemberg

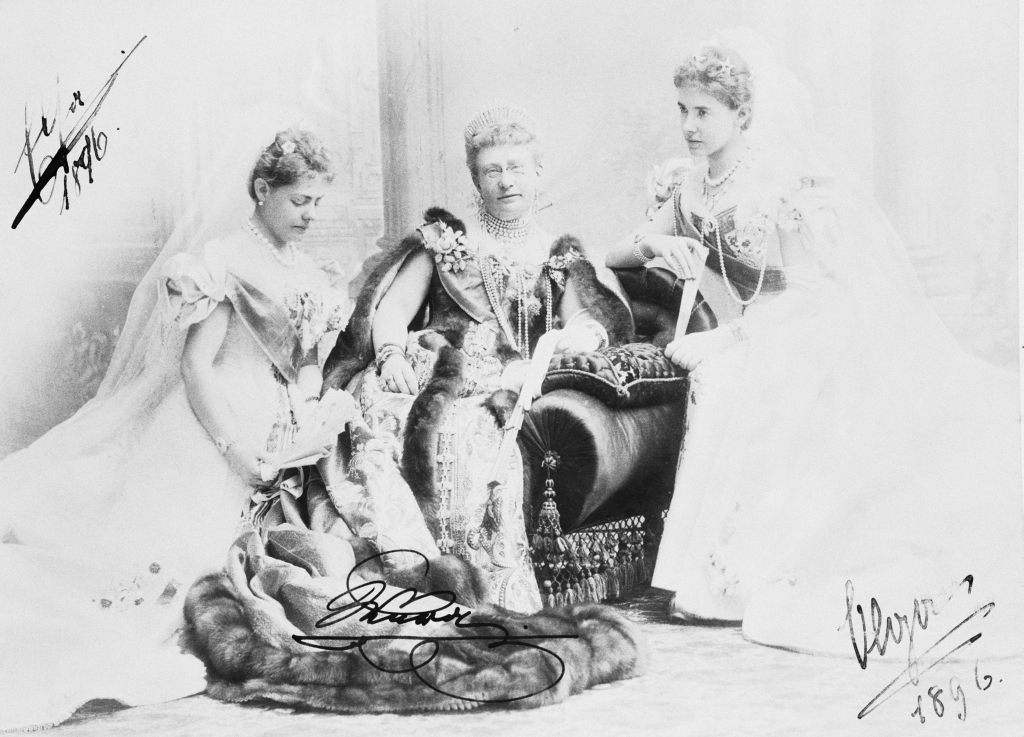
Ducesa Olga de Württemberg

Ducesa Olga de Württemberg (Herzogin Olga Alexandrine Marie von Württemberg; 1 martie 1876 – 21 octombrie 1932) a fost fiica Ducelui Eugen de Württemberg și a Marii Ducese Vera Constantinovna a Rusiei. S-a căsătorit cu Prințul Maximilian de Schaumburg-Lippe.

## Copilărie și familie
Ducesa Olga s-a născut la Stuttgart, Regatul Württemberg, ca cea mai mică dintre gemenele Ducelui Eugen de Württemberg și a Marii Ducese Vera Constantinovna a Rusiei. Sora ei geamănă a fost Ducesa Elsa de Württemberg (1876–1936). Bunicii materni au fost Marele Duce Constantin Nicolaevici al Rusiei (fiu al Țarului Nicolae I al Rusiei) și Prințesa Alexandra de Saxa-Altenburg.

## Căsătorie și copii

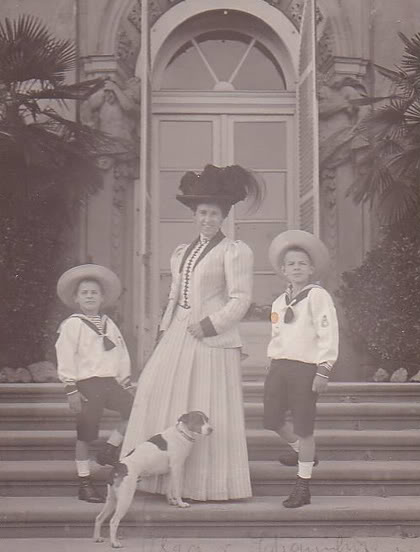
Olga de Württemberg cu fiii ei: Prințul Albrecht de Schaumburg-Lippe (dreapta) și Prințul Eugen de Schaumburg-Lippe (stânga).

Au existat planuri de căsătorie între Prințesa Olga și Prințul Maximilian de Baden, însă acesta în cele din urmă s-a căsătorit cu Prințesa Marie Louise de Hanovra. În martie 1898 s-a publicat anunțul logodnei cu Prințul Eugén, Duce de Närke, fiul cel mic al regelui Oscar al II-lea al Suediei. Totuși, căsătoria nu a avut loc, Prințul Eugén, un artist notabil, a rămas celibatar.
Olga s-a căsătorit cu Prințul Maximilian de Schaumburg-Lippe (13 martie 1871 – 1 aprilie 1904) la 3 noiembrie 1898 la Stuttgart, Baden-Württemberg. El era fiu al Prințului Wilhelm de Schaumburg-Lippe și a Prințesei Bathildis de Anhalt-Dessau. Mariajul a durat mai puțin de șase ani, soțul ei a murit de tânăr. Ei au avut trei copii:
- Prințul Eugen de Schaumburg-Lippe (8 august 1899 – 9 noiembrie 1929). A murit necăsătorit la vârsta de 30 de ani, la Caterham, Surrey, Anglia, într-un accident de avion.[1]
- Prințul Albrecht de Schaumburg-Lippe (17 octombrie 1900 – 20 mai 1984). S-a căsătorit la 2 septembrie 1930 cu baroneasa Walburga von Hirschberg (26 martie 1906 – 10 aprilie 1986). Nu au avut copii. El a avut o fiică cu baroneasa Marie-Gabriele von Pfetten-Arnbach, pe nume Andrea de Schaumburg-Lippe (n. 19 septembrie 1960). Andrea s-a căsătorit la 4 septembrie 1993 cu contele Franz von Degenfeld-Schonburg cu care are trei copii.[1]
- Prințul Bernhard de Schaumburg-Lippe (8 decembrie 1902 – 24 iunie 1903). A murit în copilărie.[1]